# Dictyonema thelephora
Dictyonema thelephora är en lavart som först beskrevs av Kurt Sprengel, och fick sitt nu gällande namn av Alexander Zahlbruckner 1931. Dictyonema thelephora ingår i släktet Dictyonema, klassen Agaricomycetes, divisionen basidiesvampar och riket svampar.   Inga underarter finns listade i Catalogue of Life.